# Jan Sobieski
Pour les articles homonymes, voir Jean Sobieski et Sobieski.
Jan Sobieski (né vers 1518 et mort en 1564) est un capitaine de cavalerie polonais, fils de Sébastien Sobieski (pl) et de Barbara Giełczewska.

## Biographie
En juin 1537, Jan est affecté à une troupe de cavalerie de la défense commune. À partir de 1540, il combat dans l'armée de l'hetman de campagne de Mikołaj Sieniawski. En 1542, il combat les Tatars dans les environs d'Ovroutch et de Khmilnyk. En 1544, il participe à la poursuite de l'armée tatare, qu'il défait près du château de Balaklava. En 1548, il abandonne sa carrière militaire et se lance dans l'agriculture. En 1552, en raison de la menace moldave, il réintègre l'armée. En 1557, il combat les Tatars près de Medjybij, Bar et Khmilnyk en Podolie. En 1564, il soutient l'armée lituanienne contre le tsar russe Ivan IV le Terrible.
Vers la fin de sa vie, il se convertit au calvinisme.
Vers 1548, Jan Sobieski épouse Katarzyna Gdeszyńską, avec qui il a quatre enfants :
- Marek – Enseigne de la Grande Couronne (pl),
- Mikołaj,
- Sébastien (pl) – Enseigne de cour de la Couronne (pl),
- Anne – épouse de Remigian Wojakowski.